# Lycée Lake Howell
Lycée Lake Howell (Lake Howell High School) est une école secondaire située dans la Floride centrale, aux États-Unis. L'école se trouve dans le comté de Seminole avec une adresse à Winter Park, en Floride.
Le premier directeur de l'école, Richard L. Evans, a été le premier directeur afro-américain du comté de Seminole depuis l'intégration des écoles à la fin des années 1960.

## Élèves notables
- Brian Acton[2], cofondateur de WhatsApp et la Signal Foundation
- Nick Calathes, joueur de basket-ball de la NBA et international[3]
- Pat Calathes, joueur de basket-ball de le Championnat d'Israël de basket-ball, Israeli Basketball Premier League MVP 2013
- Sierra Deaton, co-gagnant de la saison 2013 de The X Factor au sein du duo Alex & Sierra
- Mike Gogulski (1990), activiste et pirate informatique qui s'est volontairement rendu apatride en 2008[4]
- Tam Hopkins, ancien garde de la NFL
- Christian Jones, linebacker pour les Lions de Détroit
- Tao Lin, auteur
- Jamie Linden (scénariste), scénariste, producteur et réalisateur
- Brandon Marshall, récepteur large de la NFL[5]
- Dave Martinez, ancien joueur de la MLB qui gère maintenant les Nationals de Washington et les a entraînés à leur premier championnat de la Série mondiale 2019
- Kawika Mitchell, ancien secondeur de la NFL pour les Buffalo Bills
- Chandler Parsons, ancien joueur de la NBA
- Scott Porter, acteur[6]
- Nandi Pryce, ancien footballeur[7]
- Trevor Pryce, ancien ailier défensif de la NFL pour les Broncos de Denver et les Ravens de Baltimore
- Chuck Scott, ancien receveur large de la NFL
- Marquette Smith, ancien porteur de ballon de la NFL
- Eddie Taubensee, joueur de baseball professionnel de la MLB
- Dahvie Vanity (2003), chanteuse principale du groupe électronique Blood on the Dance Floor